# Локалитет Поповица
Локалитет Поповица је локалитет у режиму заштите I степена, површине 18,70ha, у северном делу НП Фрушка гора.
Налази се у ГЈ 3804 Поповица-Мајдан-Змајевац, одељење 11 (одсеци „е”, „ф”, „г”, „х”, „и”, „ј”, „к”, „л” и „м”). Локалитет Поповица се одликује различитим шумским екосистемима. Представља значајно станиште Голуба дупљаша и Сиве жуне (Picus canus).